# Matt Hughes (wioślarz)
Matt Hughes, właśc. Matthew Hughes (2 października 1981 w Ludington) – amerykański wioślarz, reprezentant Stanów Zjednoczonych w wioślarskiej czwórce podwójnej na Letnich Igrzyskach Olimpijskich w Pekinie.

## Osiągnięcia
- Mistrzostwa Świata – Gifu 2005 – czwórka ze sternikiem – 2. miejsce[1].
- Mistrzostwa Świata – Monachium 2007 – dwójka podwójna – 9. miejsce[1].
- Letnie Igrzyska Olimpijski – Pekin 2008 – czwórka podwójna – 5. miejsce[1].